# Diamnati
Diamnati est une commune rurale du Mali de l'arrondissement central de Ningari, dans le cercle de Ningari et la région de Bandiagara. Elle a pour chef-lieu la localité de Dé.

## Histoire
En 2023, la commune est soustraite du cercle de Bandiagara et attachée au cercle de Ningari.

## Population
En 2009, lors du 4e recensement, la commune comptait 13 148 habitants.

## Villages
La commune s'étend sur 10 localités relevées lors du recensement général de 2009. 
Les villages les plus peuplés sont :
- Dé (4 163 habitants)
- Kilegou (2 109 habitants)
- Saredina (1 857 habitants)